# Attentat au sarin dans le métro de Tokyo
L'attentat au sarin dans le métro de Tokyo (地下鉄サリン事件, Chikatetsu sarin jiken) est un acte terroriste perpétré par des membres de la secte Aum Shinrikyō le 20 mars 1995. Il a fait un total de treize morts et plus de 6 300 blessés.

## Attentat
Lors de cinq attaques coordonnées, sur les lignes Chiyoda, Marunouchi et Hibiya du métro de Tōkyō, un membre de chaque équipe perce un sac posé au sol contenant des poches de sarin sous forme liquide avec la pointe d'un parapluie, laissant le gaz s'évaporer et se diffuser dans les cinq rames bondées à l'heure de pointe (8 heures du matin). Le bilan, relativement léger vu l'extrême toxicité de cette substance et les neuf millions d'utilisateurs quotidiens du métro, serait dû à la mauvaise qualité du produit, très difficile à synthétiser. Cela n'empêche pas que certaines victimes sont paralysées à vie, d'autres restant dans le coma des dizaines d'années.
L'attaque est dirigée contre les trains passant par Kasumigaseki et Nagatachō, qui abritent le gouvernement japonais. C'est le plus grave attentat au Japon depuis la fin de la Seconde Guerre mondiale. Le groupe Aum avait effectué une première attaque au sarin le 27 juin 1994, un camion modifié pour la circonstance lâchant du gaz sur le parking d'un supermarché de Matsumoto dans un quartier résidentiel, faisant sept morts et intoxiquant plus de 200 personnes.
Le bilan final est de treize morts et plus de 6 300 blessés, ayant notamment des problèmes temporaires de vision.

## Conséquences

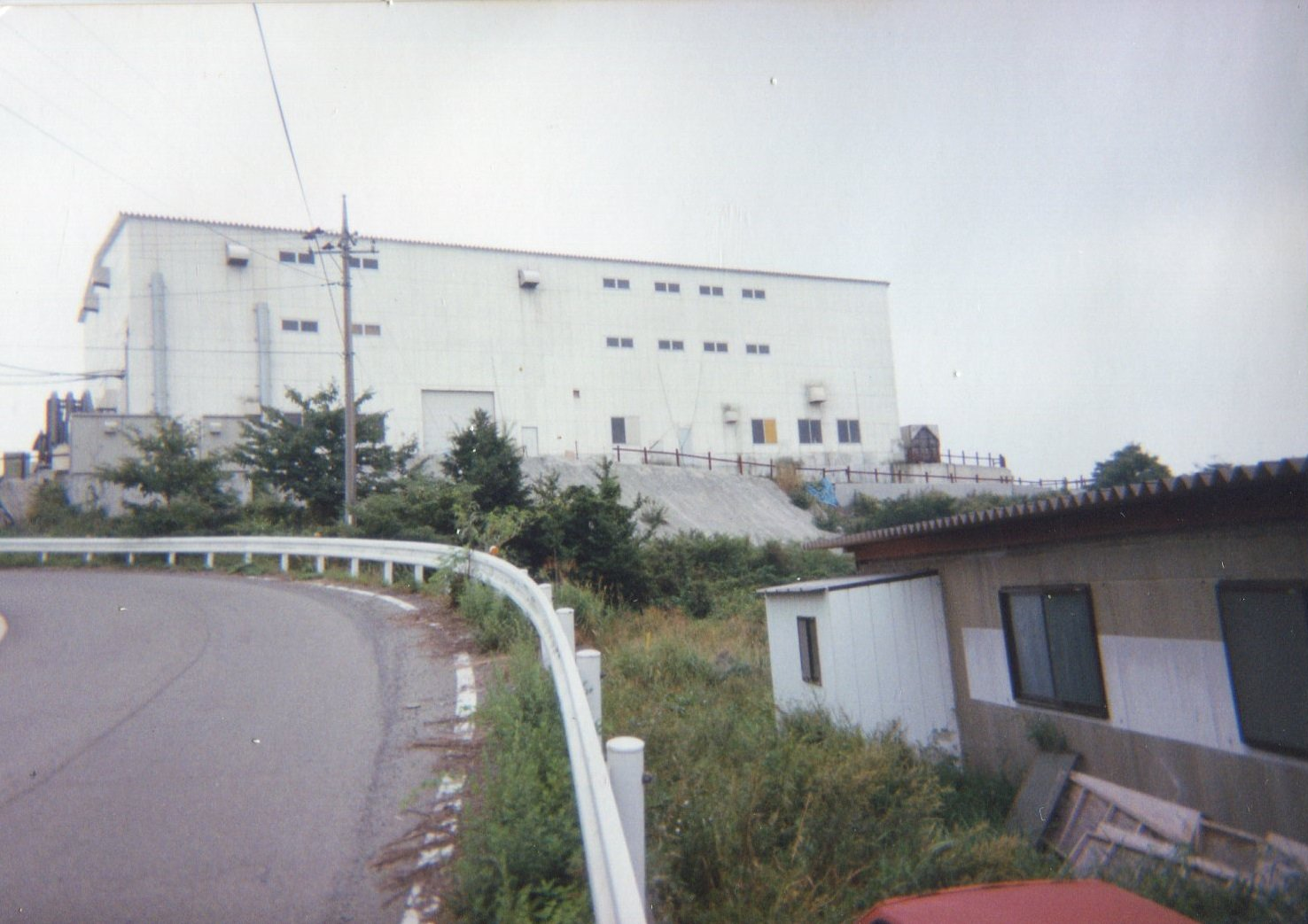
Installations d'Aum Shinrikyō à Kamikuishiki, 8 septembre 1996.

Le 22 mars 1995, 2 500 policiers assiègent le complexe religieux de Kamikuishiki (en), où la secte a implanté ses principaux bâtiments. Ils découvrent que celle-ci a constitué des stocks de bacilles du charbon, de la fièvre Q et de toxine botulique. De 1990 à 1995, Aum avait tenté des attaques bioterroristes avec ces armes, sans succès. Lors de la perquisition du siège de la secte, la police découvre également que des membres scientifiques de la secte avaient préparé un stock de 150 tonnes de produits chimiques (dont 50 t de trichlorure de phosphore qui aurait pu servir à fabriquer 5,6 t de sarin), qui aurait suffi à tuer 4,2 millions de personnes. Les policiers trouvent également dans le coffre du gourou, Shōkō Asahara, sept cents millions de yens en espèces et dix kilos d'or en lingots.
Une procédure judiciaire est engagée depuis 1995 contre 189 membres d'Aum, impliqués à des degrés divers dans la fabrication du gaz neurotoxique mortel. Le 27 février 2004, treize membres de la secte, dont le gourou Shōkō Asahara, sont condamnés à mort par pendaison pour cet attentat. Le gourou Shōkō Asahara et six autres membres de sa secte ont été exécutés le 6 juillet 2018, tandis que les six autres l'ont été le 26 juillet 2018.
Le 15 juin 2012, Katsuya Takahashi, dernier membre de la secte responsable des attaques encore en fuite, est arrêté dans un manga café au sud de Tokyo.
L'attentat terroriste perpétré par des membres de la secte Aum Shinrikyō a entraîné le changement de nom de l'organisation en 1999, qui s'appelle maintenant « Aleph ». Elle est sous la surveillance de la police.

## Dans la fiction

### Œuvres littéraires
- Le roman de Romain Slocombe La Crucifixion en jaune, tome 2 : Brume de printemps porte en partie sur les agissements d'Aum Shinrikyo et en particulier sur l'attentat au gaz sarin.
- L'essai de Haruki Murakami Underground paru en 2013 en France (1997 au Japon) regroupe un ensemble d'entretiens avec les victimes de ces attentats et certains membres de la secte Aum Shinrikyō.
- La bande dessinée Matsumoto de Laurent-Frédéric Bollée et Philippe Nicloux, parue en 2015 aux éditions Glénat.
- La bande dessinée de Hisaichi Ishii Mes voisins les Yamada parue aux éditions Delcourt relate l'évènement.

### Œuvres télévisuelles
- En raison de cet attentat, le scénario de la série de super Sentai Ohranger dut être modifié à la dernière minute[réf. souhaitée].
- Dans le troisième épisode de Terminator Zero, dont l'intrigue de déroule au Japon en 1997, un personnage fait référence à l'attentat.
- Une partie importante de l'intrigue de Mawaru-Penguindrum est en lien avec l'attentat.

### Œuvres vidéoludiques
- Dans Terranigma, l'attaque de Beruga (Ivan dans la version française) contre la ville de Tokyo semble s'inspirer de cet évènement.

### Cinéma
- Le deuxième volet de saga Saw évoque cet événement[réf. nécessaire].
- La première scène du film japonais Suicide Club, qui montre un suicide collectif de jeunes lycéennes dans le métro de Tokyo, fait allusion à l'attentat de 1995 (notamment dans l'avant-dernier plan sur un sac laissé par une lycéenne baignant dans le sang).

### Émission de radio
- « Tokyo, l’attentat au gaz sarin : l'intégrale » (un épisode de l'émission Hondelatte raconte), sur Europe 1 (consulté le 2 avril 2021).